# Egerkingen
Egerkingen est une commune suisse du canton de Soleure, située dans le district de Gäu.

Vue aérienne (1958)

## Église Saint-Martin
Le site d'Egerkingen est historiquement habité depuis très longtemps,. Des fouilles effectuées autour de l'église Saint-Martin, lors de sa dernière restauration, ont permis de mettre en évidence des traces du Néolithique, mais aussi des structures de l'époque romaine. L'église d'Egerkingen est l'un des plus anciens édifices religieux de la région soleuroise : en effet, elle est mentionnée dans des écrits et archives dès 1294. Les fouilles ont montré des traces carolingiennes, romanes, notamment au niveau des fondements du clocher. Celui-ci est fort ancien et comporte, à sa base, une vieille chapelle romane tardive, remaniée vers le XVIe siècle, qui se situe derrière le maître-autel baroque actuel. La période importante de construction de cet édifice (dédié à saint Martin) se situe vers 1707 à 1708 : période baroque. Le maître-autel de cette église est précieux : il s'agit de l'autel de la cathédrale St-Ours de Soleure qui fut installé à Egerkingen en 1762 (cette cathédrale fut transformée dès 1763 en édifice néo-classique remarquable). La peinture qui orne ce maître-autel est une œuvre d'un peintre allemand d'Augsburg, datant de 1775. Dans la chapelle baptismale, située derrière le maître-autel, on remarque une peinture murale représentant Saint Conrad (ou Konrad), évêque de Constance à partir de 934 (cette peinture date du XVIe siècle). À l'entrée de l'église, on remarque sur le mur nord (à gauche) une statue de la Vierge à l'enfant qui est utilisée lors de processions (elle fut sculptée par le maître soleurois Peter Fröhlicher qui vécut de 1663 à 1725). L'orgue de cette église est un remarquable instrument de lamManufacture suisse d'Orgues Kuhn de Männedorf (de). Il date de 1984 et comporte 21 jeux.

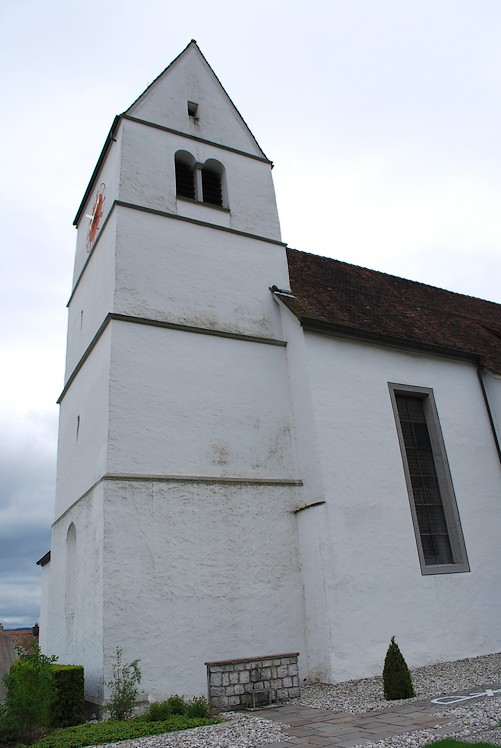
Eglise Saint-Martin d'Egerkingen
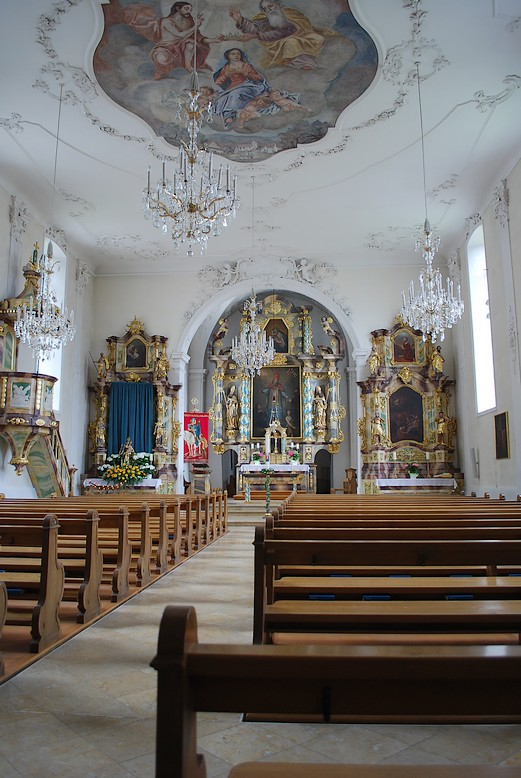
Vue intérieure de l'église
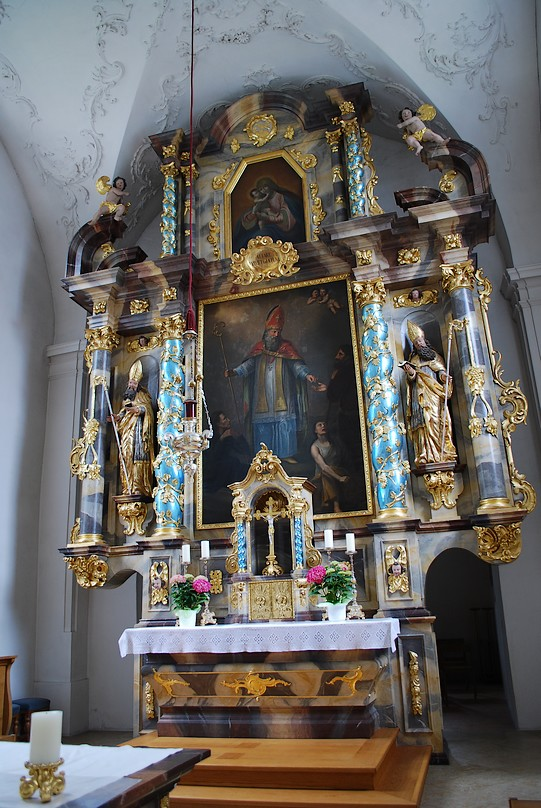
Maître-autel baroque provenant, en 1762, de la cathédrale de Soleure
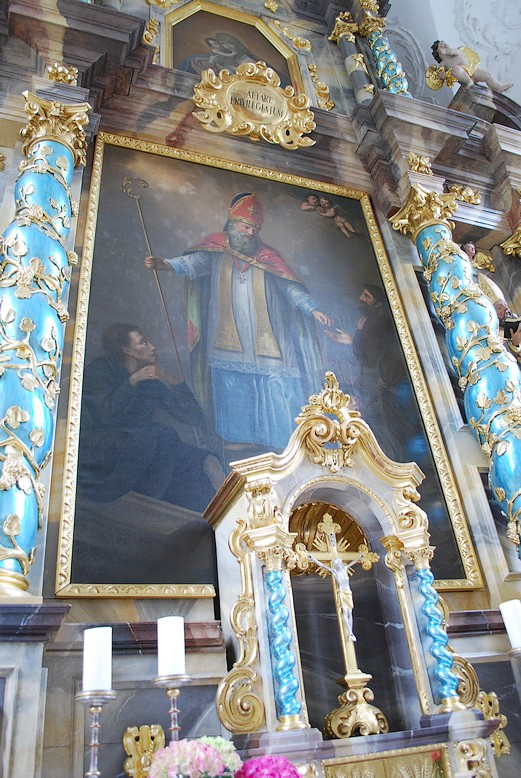
Détail du maître-autel (peinture représentant St-Martin, 1775)
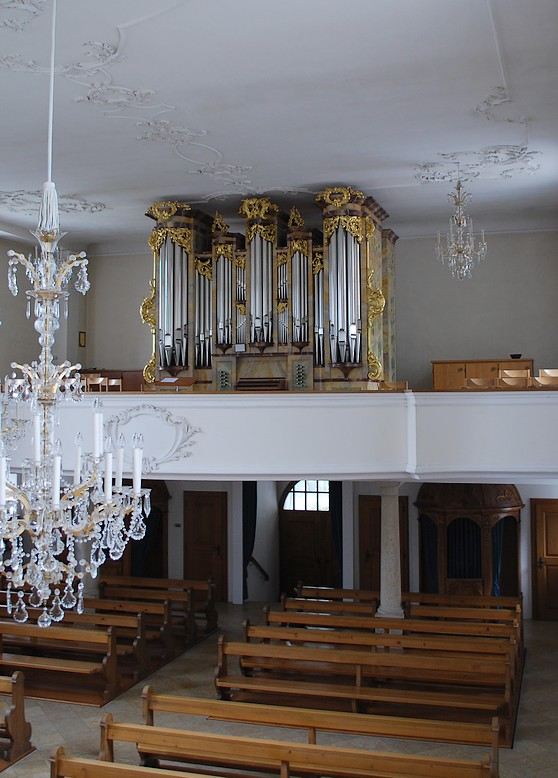
Orgue Kuhn de 21 jeux, inauguré en 1984
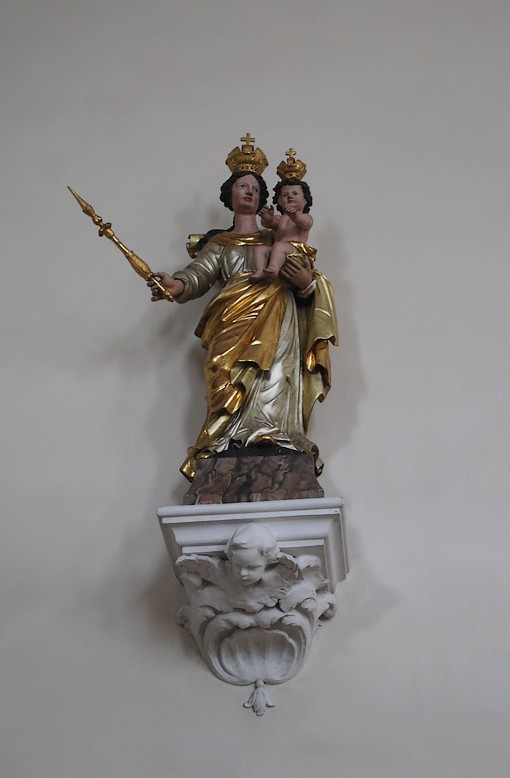
Vierge à l'enfant baroque (du maître soleurois Pierre Fröhlicher)

## Sport
Le célèbre joueur suisse du HC Davos, Reto von Arx est né à Egerkingen.